# Десета српска бригада НОВЈ
Десета српска бригада НОВЈ формирана је 9. маја 1944. године на брду Тамбаласу код села Стрелца од људства Команде врањског подручја и Команде места пчињског среза. У почетку је носила назив Седма јужноморавска бригада. Имала је три батаљона са 614 бораца. До 22. маја 1944. била је под командом Главног штаба НОВ и ПО Србије, а потом је ушла у састав 22. српске дивизије НОВЈ.

## Борбени пут бригаде
Учествовала је у борбама против бугарских окупационих снага код села Црвене Јабуке, против четника код Округлице у мају 1944, у Јабланици у јуну, у Топличко-јабланичкој операцији наредног месеца, у Нишкој операцији у октобру, у борбама за ослобођење Косова и Метохије код Подујева и Косовске Митровице у новембру, за ослобођење западне Србије, код Дуге Пољане, Сјенице, Бродарева и Бијелог Поља у децембру и при пробоју Сремског фронта у априлу 1945. године. Указом Председника ФНРЈ од 22. децембра 1961. одликована Орденом заслуга за народ са златном звездом.